# Моревский проезд
Мо́ревский прое́зд — улица в центре Москвы в Таганском районе между Абельмановской и Стройковской улицами.

## Происхождение названия
Название известно с XIX века. Вероятно, происходит от фамилии домовладельца.

## Описание
Моревский переулок соединяет Абельмановскую и Стройковскую улицы, проходя параллельно площади Крестьянская Застава и началу Волгоградского проспекта. Слева к нему примыкает Брошевский переулок. Домов за проездом не числится.